# The Machars

Die in Form eines Dreiecks heraustretende Machars-Halbinsel im Südwesten Dumfries and Galloways

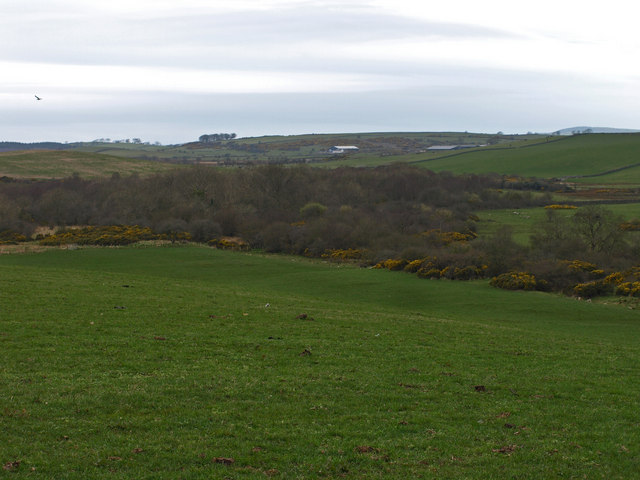
Charakteristische Landschaft der Machars

The Machars (schottisch-gälisch Machair Ghall-Ghaidhealaibh, von schottisch-gälisch machair: „Ebene“, „Flachland“) ist eine Halbinsel in der schottischen Council Area Dumfries and Galloway.

## Geografie
Die Halbinsel ragt im Südwesten von Dumfries and Galloway aus der Landmasse in den Solway Firth. Sie weist einen grob dreieckigen Grundriss auf, der im Westen durch die Luce und im Osten durch die Wigtown Bay begrenzt ist. Ihre nördliche Abgrenzung ist diffus. Grenzpunkte sind die Ortschaften Newton Stewart und Glenluce. Die beide Orte verbindende A75 kann als nördliche Grenze herangezogen werden. Die Fläche der Machars gibt Francis Groome im 19. Jahrhundert mit beinahe 150 Quadratmeilen an, was rund 400 Quadratkilometern entspricht. Das Kap Burrow Head markiert die Spitze der Halbinsel. Zu den größten Ortschaften der Machars zählen Whithorn und Wigtown. Historisch war die Halbinsel Teil der Grafschaft Wigtownshire.
Die dünnbesiedelte Halbinsel weist ein welliges Profil aus Weide- und Wiesen- und teils moorigen Landschaften auf. Zu den bedeutendsten Gewässern zählen die Seen Castle Loch, Mochrum Loch, Elrig Loch sowie das White Loch of Myrton (mit dem Einbaum vom White Loch), die sich nahe der Westküste befinden. Zu den größten Flüssen der Machars gehören der Bladnoch mit dem einmündenden Tarf Water. Das Water of Luce und der Cree sind Grenzflüsse der Machars, die nach Süden fließend bei Glenluce in die Luce Bay beziehungsweise bei Newton Stewart in die Wigtown Bay münden.

## Geschichte
Die Besiedlung der Machars kann bis in die Steinzeit zurückverfolgt werden. Prähistorische Siedlungen, Crannógs, Cairns und Cup-and-Ring-Markierungen finden sich in überdurchschnittlicher Dichte. Die Machars sind Heimat der Clyde- (Cairnholy, Mid Gleniron) und Bargrennan Tombs (Water of Deugh, White Cairn). Eine archäologisch untersuchte eisenzeitliche Anlage ist das Barsalloch Fort. Der Steinkreis von Torhousekie und die Menhire von Drumtroddan liegen in der Nähe. 
Möglicherweise begründete der Heilige Ninian nahe Whithorn den frühsten christlichen Standort Schottlands und verbreitete von dort aus die Lehre. Ab dem 5. oder 6. Jahrhundert ist eine christliche Nutzung des Standortes der späteren Whithorn Priory gesichert. Gräber und archäologische Befunde, die auf diesen Zeitraum datiert werden, eröffnen eine mögliche Errichtung einer Klosteranlage im späten 6. Jahrhundert. Gesichert ist ein Klosterbau aus dem 8. bis 9. Jahrhundert. Der Ninianschrein in der Klosterkirche war im Mittelalter ein viel besuchtes Wallfahrtsziel.
Teile der Machars gehörten zu den Ländereien des Clans McCulloch, welcher dort Myrton Castle erbaute. Im späteren 17. Jahrhundert gingen die Besitztümer an den Clan Maxwell über. Auch der Wehrturm Old Place of Monreith und das spätere Herrenhaus Monreith House gehen auf die Maxwells zurück. Weitere Wehrbauten sind der Sorbie Tower des Clans Hannay sowie Ravenstone Castle und Isle Castle. Das Schloss Baldoon Castle nahe Bladnoch stammt hingegen vermutlich aus dem frühen 17. Jahrhundert. Es diente dem schottischen Schriftsteller Walter Scott als Vorlage für das Schloss in seinem Roman The Bride of Lammermoor.
Mit der seit 1817 aktiven Whiskybrennerei Bladnoch befindet sich die südlichste aktive Brennerei Schottlands in den Machars.